# Weizklamm
Die Weizklamm ist eine wasserführende Klamm und ein Durchbruchstal im östlichen Grazer Bergland im österreichischen Bundesland Steiermark. Durch sie entwässert der Weizbach den östlichen Teil des Passailer Beckens. Die durch die Klamm verlaufende Rechberg Straße (B 64) bildet eine wichtige regionale Verkehrsachse zwischen der Bezirkshauptstadt Weiz im Süden und Passail im Norden. Das bedeutende Karstgebiet enthält neben zahlreichen Höhlen ein nicht unwesentliches Karstwasservorkommen, aufgrund dessen das Weizer Bergland 2009 zum Wasserschongebiet ernannt wurde. Wegen einiger vegetations- und tierkundlicher Besonderheiten gehört der Nordteil der unter Landschaftsschutz stehenden Klamm zum Naturpark Almenland.

## Geographie

### Lage und Umgebung
Die Klamm im engeren Sinne erstreckt sich zwischen dem Kreuzwirt (Gemeinde Sankt Kathrein am Offenegg) und dem Steinbruch Marko (Gemeinde Naas) in einer Seehöhe zwischen 621 und 562 m ü. A. über eine Gesamtlänge von 2,4 Kilometern. Das entspricht einem durchschnittlichen Gefälle von 2,46 Prozent. Die Gemeinde Passail hat ebenfalls einen Flächenanteil an der Weizklamm.
Die umliegenden Erhebungen weisen Mittelgebirgscharakter auf und erreichen Höhen um die 1200 m. Sie werden häufig als „Weizer Bergland“ bezeichnet und bilden den östlichen Abschluss des übergeordneten Grazer Berglandes. Westlich der Klamm liegt der Sattelberg (1088 m), am Ostufer erhebt sich der Patschaberg (1274 m). Das Gemeindezentrum von Naas befindet sich vom Klammausgang rund 1300 Meter talauswärts.

### Geologie und Geomorphologie

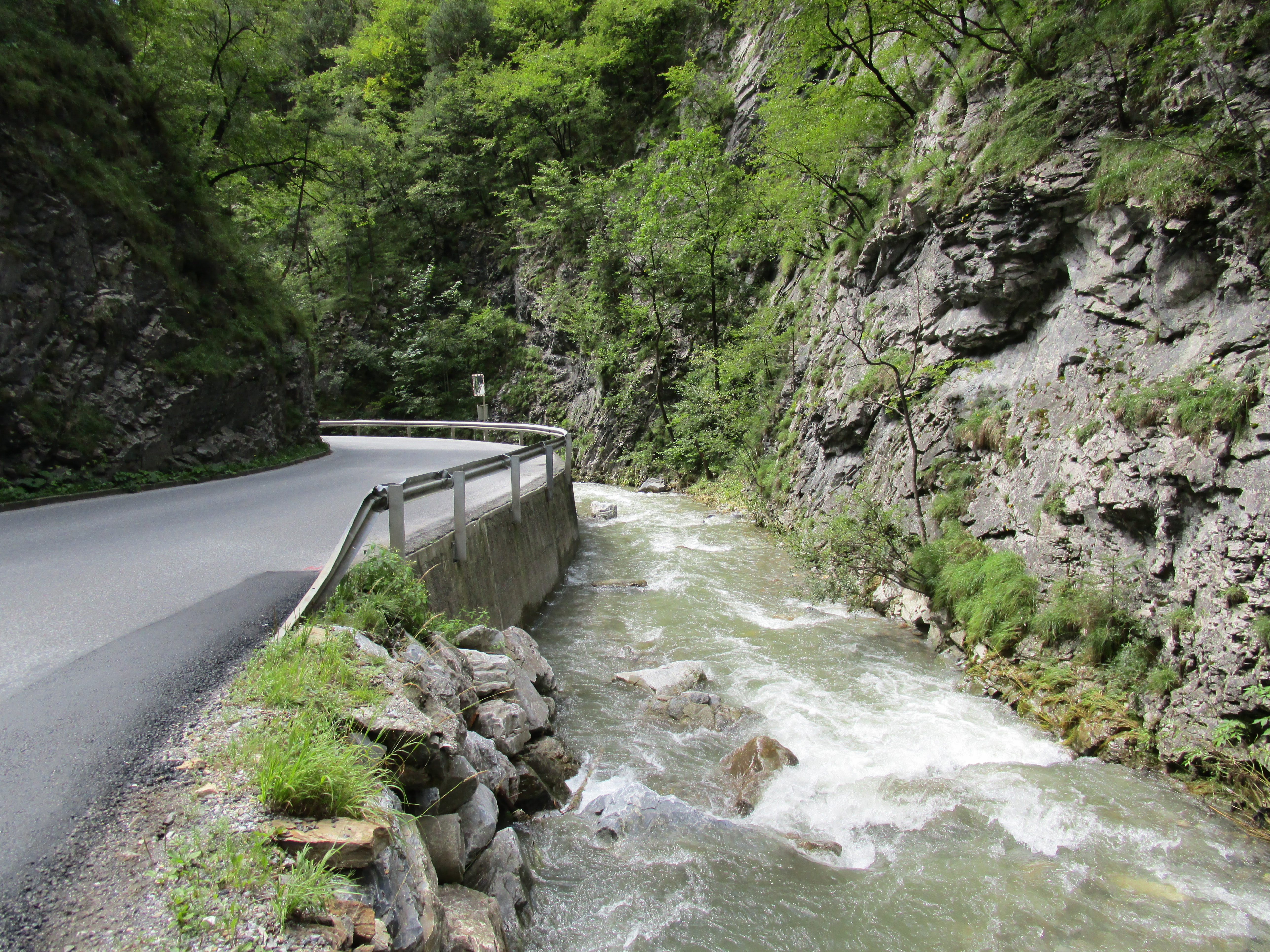
Der Weizbach bahnt sich seinen Weg durch den Schöcklkalk. Am rechten Ufer ist das Einfallen der Schichten gut erkennbar.

Das Passailer Becken wird im Südosten von einer durchschnittlich rund 500 Meter aufragenden Gebirgsschwelle begrenzt. Diese auffällige Geländeform ist aus devonischem Schöcklkalk aufgebaut und unterscheidet sich geologisch somit grundlegend von ihrer unmittelbaren Umgebung. An zwei Stellen wird die SW-NO-streichende Kalkscholle von Fließgewässern durchbrochen, durch die Raab und durch den Weizbach. Während sich das Durchbruchstal der Raab, die so genannte Raabklamm, über fast zehn Kilometer erstreckt (dort erreicht die Breite der Kalkscholle ihre maximale Ausdehnung), ist die nordöstlich gelegene Weizklamm lediglich rund zweieinhalb Kilometer lang. Sowohl die Kalksteinschwelle als auch die meisten anstehenden Gesteine in deren unmittelbarer Umgebung sind dem Grazer Paläozoikum zuzuordnen und gehören damit tektonostratigraphisch zum Oberostalpin.
Morphologisch zeigt die Weizklamm am Beginn Kerbtalcharakter, verengt sich auf den ersten 600 Metern langsam zu einer Schlucht und schließlich zu einer Klamm. Dort ist das steile Einfallen der Schöcklkalk-Schichten besonders gut beobachtbar, während härtere Gesteine als Felswände und Pfeiler in Erscheinung treten. Der „echte Klammcharakter“ prägt die Landschaft bis etwa 100 Meter über dem Bachbett, darüber beginnen die Hänge zurückzuweichen. Schrofen und steil aufragende Grate dominieren das Bild ebenso wie steile Rinnen. Beim Steinbruch Marko weitet sich der Durchbruch wieder und das Weiztal bildet einen schmalen Talboden aus.

### Karst
Die mächtige Kalkscholle prädestiniert die Weizklamm und ihre Umgebung für den Prozess der Verkarstung. Im Laufe der alpidischen Gebirgsbildung kam es zur Faltung der paläozoischen Sedimentgesteine und das Passailer Becken bildete eine Polje aus. Der Weizbach bahnte sich daraufhin seinen Weg unterirdisch durch den gebankten, stark geklüfteten Schöcklkalk, der mit einem CaCO3-Gehalt von bis zu 99 % über eine besonders hohe Löslichkeit verfügt. Das jüngste Tertiär war von einer tektonischen Hebung des Berglandes und gleichzeitigen Einschneidung des Baches geprägt. In einer Ruhephase erfolgte die Bildung zahlreicher Höhlen, die vom Wasser des Weizbaches geformt wurden. Ein Großteil der Hohlformen liegt auf einer Seehöhe von 700 bis 800 Meter auf dem so genannten Landscha-Niveau. Im Zuge erneuter Hebungsvorgänge schnitt sich der Bach noch tiefer ein und die Klamm erreichte ihre heutige Ausprägung.

#### Höhlen

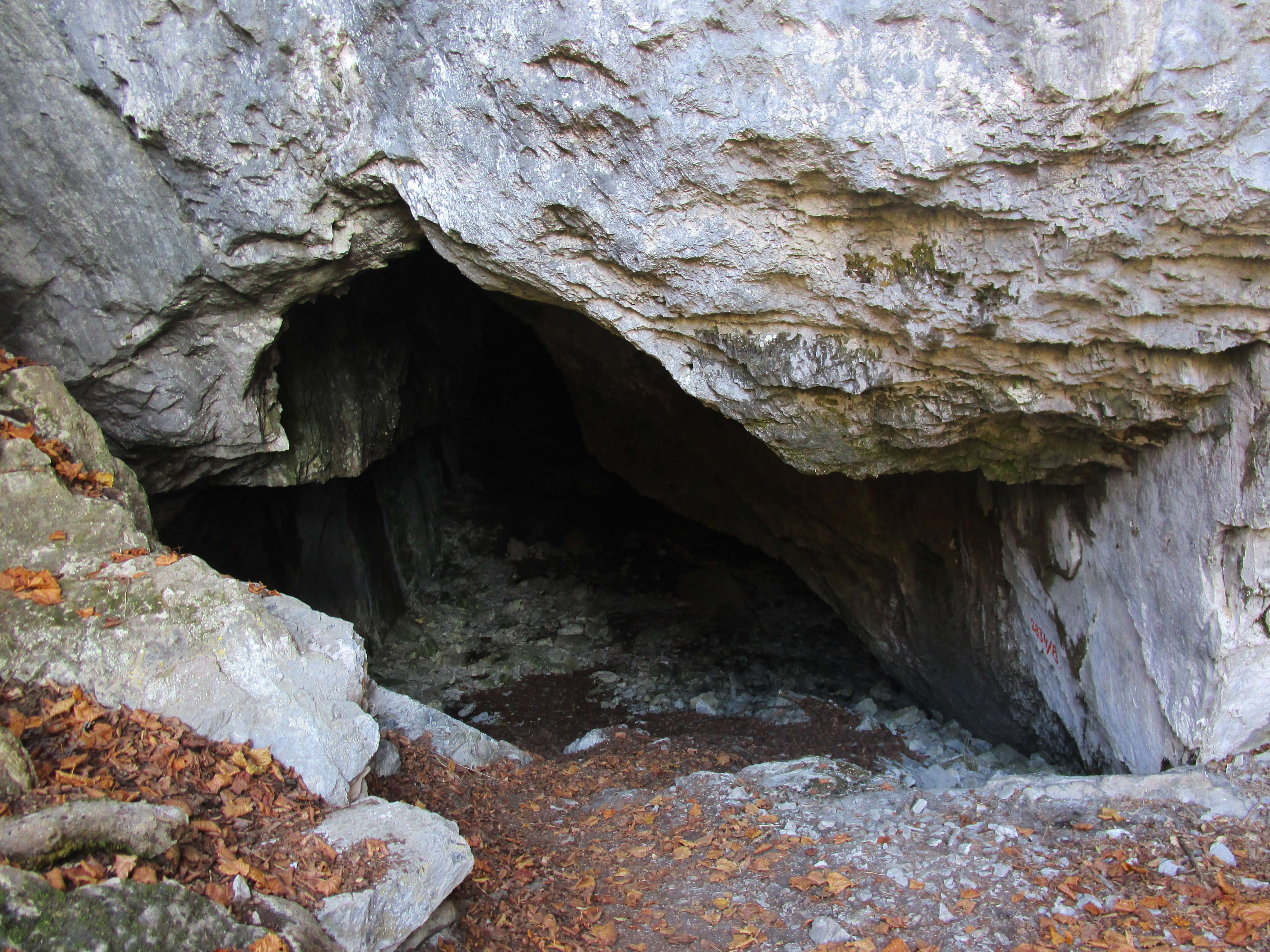
Das Rablloch ist die bekannteste Höhle in der Weizklamm.

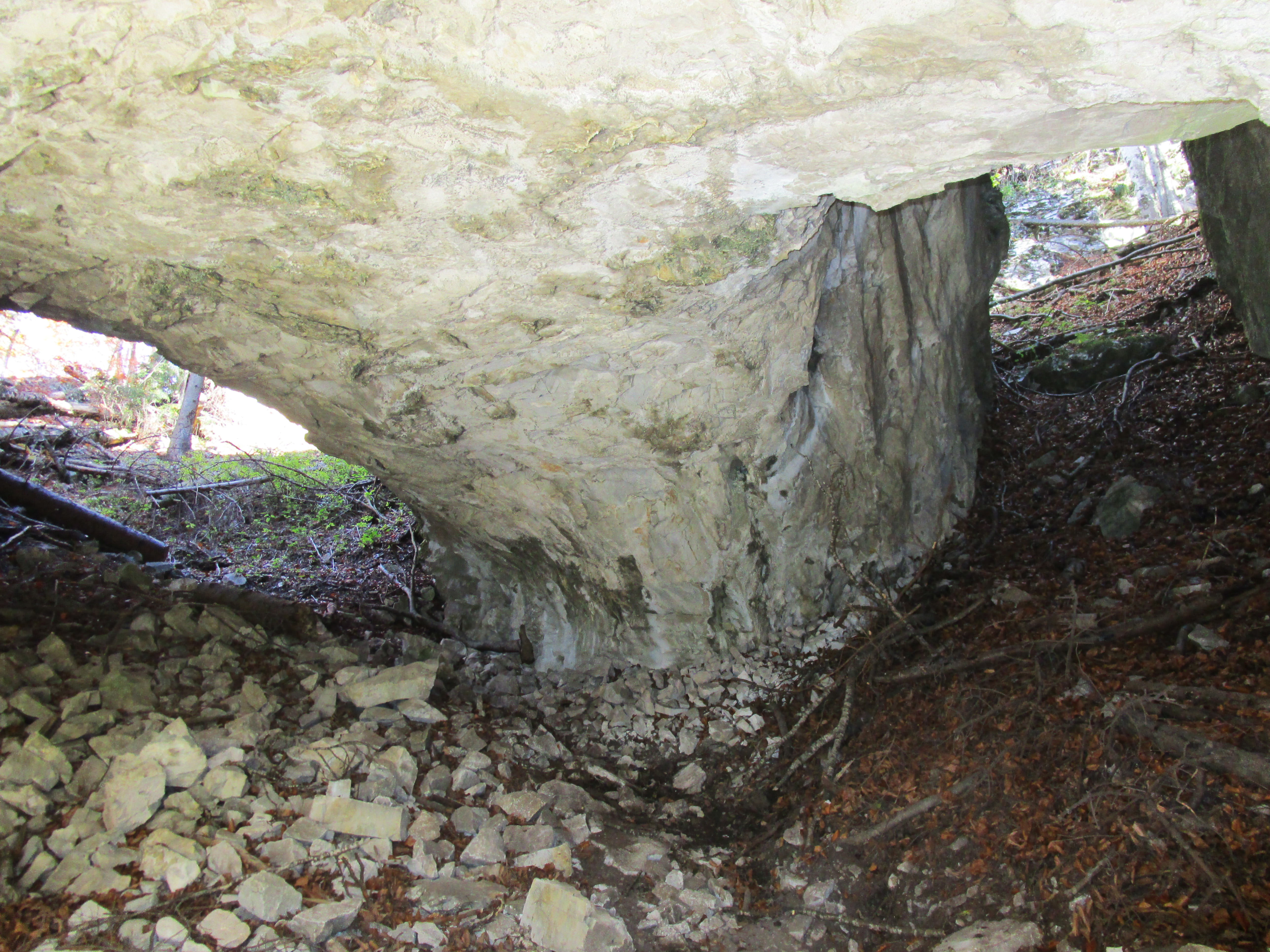
Wagenhüttentorbogen mit Versturzmaterial. An der Höhlendecke sind bereits Sinterbildungen erkennbar.

Rund um die Weizklamm liegen insgesamt über 100 Höhlen, die sich gleichmäßig auf das West- und das Ostufer verteilen. Wenige davon sind gut begehbar, es existieren daher auch keine Schauhöhlen. Es wird heute davon ausgegangen, dass zumindest einige der größeren Höhlen während der Römerzeit besiedelt gewesen sein könnten. Nach dem Zweiten Weltkrieg wurden in einigen Höhlen Gangvorkommen von Baryt beschürft. Die meisten der Hohlräume bieten Fledermauspopulationen ein wichtiges Habitat und sollten aufgrund ihrer naturräumlichen Sensibilität nicht betreten werden.
Die bekannteste Höhle ist das Rablloch (Kataster-Nr. 2834/8), dessen Portal sich auf 773 m ü. A. orografisch links der Klamm am Fuß des Rablgrats öffnet. Mit einer Länge von 195 und einer maximalen Breite von 15 Metern ist es zugleich eine der größeren Höhlen im Weizer Bergland. Die beiden bedeutendsten Passagen im Höhleninneren sind der „Große Dom“ und die anschließende „Glockenhalle“. Die Höhlensohle besteht aus einer von Kleinschutt überzogenen Sinterdecke, aus der bis zu 1,5 Meter hohe Stalagmiten ragen. Diese stellen eine Besonderheit dar, da sie dem in Österreich seltenen breit-kegeligen Typus angehören. Dazu zählen jene Stalagmiten, deren Durchmesser an der Basis doppelt so groß ist wie deren Höhe. Die Möglichkeiten einer systematischen Untersuchung der Sedimentabfolge sowie die Bindung an tektonische Bewegungsflächen verleihen dem Rablloch eine gewisse naturwissenschaftliche Relevanz. 1968 wurde es vom Bundesdenkmalamt zum Naturdenkmal erklärt.
Die nach heutigem Erkenntnisstand größte Höhle in der Weizklamm ist die Klementgrotte (auch Klementhöhle, 2833/21), deren Portal am Westufer auf 671 m ü. A. liegt. Die labyrinthartigen Gänge der Höhle erreichen eine Länge von insgesamt 845 Metern bei einem Höhenunterschied von 50 Metern. Dazu kann die Klementgrotte mit einigen Tropfsteingebilden und Sinterbecken aufwarten, besonders bemerkenswert ist eine acht Meter hohe Wandsinterfigur. Bei der Erforschung des Hohlraums wurden im 19. Jahrhundert Knochen des Höhlenbären (Ursus spelaeus) gefunden. Nach 1910 war die Höhle durch Weganlagen und Stiegen erschlossen und diente eine Zeit lang als Schauhöhle. Wie das Rablloch wurde auch die Klementgrotte 1968 zum Naturdenkmal ernannt.
Eine weitere erwähnenswerte Höhle ist der so genannte Wagenhüttentorbogen (2834/14), eine kurze Durchgangshöhle mit drei großen Öffnungen, die am Jägersteig durchquert werden muss. Das Felsentor, wie die Höhle auch genannt wird, verdankt seine Entstehung einem parallel zum Weg verlaufenden Störungssystem. Deckenkolke zeigen die einstige Fließrichtung des Weizbaches an.

### Klima
Im Wesentlichen lässt sich die Weizklamm in zwei geländeklimatische Einheiten untergliedern. Durch das Relief besteht im engsten Bereich des Durchbruchs ein durch hohe Besonnungsverluste geprägtes Klammklima. Die Steilhänge darüber weisen hingegen je nach Exposition günstige oder ungünstige Bedingungen auf. Vor allem im Südabschnitt der Klamm existieren Bereiche, in die die Wintersonne selten bis gar nicht vordringt, mit Besonnungsverlusten von 20 bis 40 Prozent gegenüber der Umgebung. Die Morphologie des Durchbruchs ist außerdem von entscheidender Bedeutung für den nächtlichen Kaltluftabfluss. So kommt es am Nordportal der Klamm zu einem Kaltluftstau, der bis in eine Höhe von 150 Metern reichen kann. Bereiche wie diese sind durch eine hohe Frostgefährdung gekennzeichnet und werden dementsprechend kaum genutzt. Am Südausgang der Klamm sorgen dagegen Düseneffekte mit Windgeschwindigkeiten um drei Meter pro Sekunde für ein relativ geringes Frostrisiko.
Die Weizklamm liegt in einer der gewitterreichsten Regionen Österreichs. Bei 35 bis 45 Gewittertagen im Jahr ist es daher keine Seltenheit, dass der Weizbach wie etwa im Juli 2014 für Überschwemmungen sorgt. Dank geringer Winterniederschläge und damit einhergehender Schneearmut wirkt sich die Schneeschmelze im Frühjahr vergleichsweise wenig auf die Wasserführung aus.

### Flora und Fauna
Die Weizklamm bildet aus vegetationskundlicher Sicht eine submediterrane Insel, die für die Oststeiermark höchst ungewöhnliche Arten beherbergt. Die speziellen landschaftlichen Gegebenheiten haben dazu geführt, dass sich viele selten gewordene Pflanzenarten im Sinne von Relikten erhalten haben. Dazu gehören neben der Hopfenbuche (Ostrya carpinifolia) die Flaumeiche (Quercus pubescens), die Blumen-Esche (Fraxinus ornus) und der sonst nur als Zierstrauch vorkommende Falsche Jasmin (Philadelphus coronarius). Die dort bestandsbildende Hopfenbuche wurde 1896 floristisch nachgewiesen und 1968 pflanzensoziologisch bearbeitet. Aufgrund der lokalklimatischen Gunstlage – insbesondere des Schutzes vor Spätfrösten und der hohen Luftfeuchtigkeit – in Verbindung mit dem kalkreichen Boden und dem extremen Relief findet die Hopfenbuche ideale Lebensbedingungen vor und tritt als Lokalendemit auf.

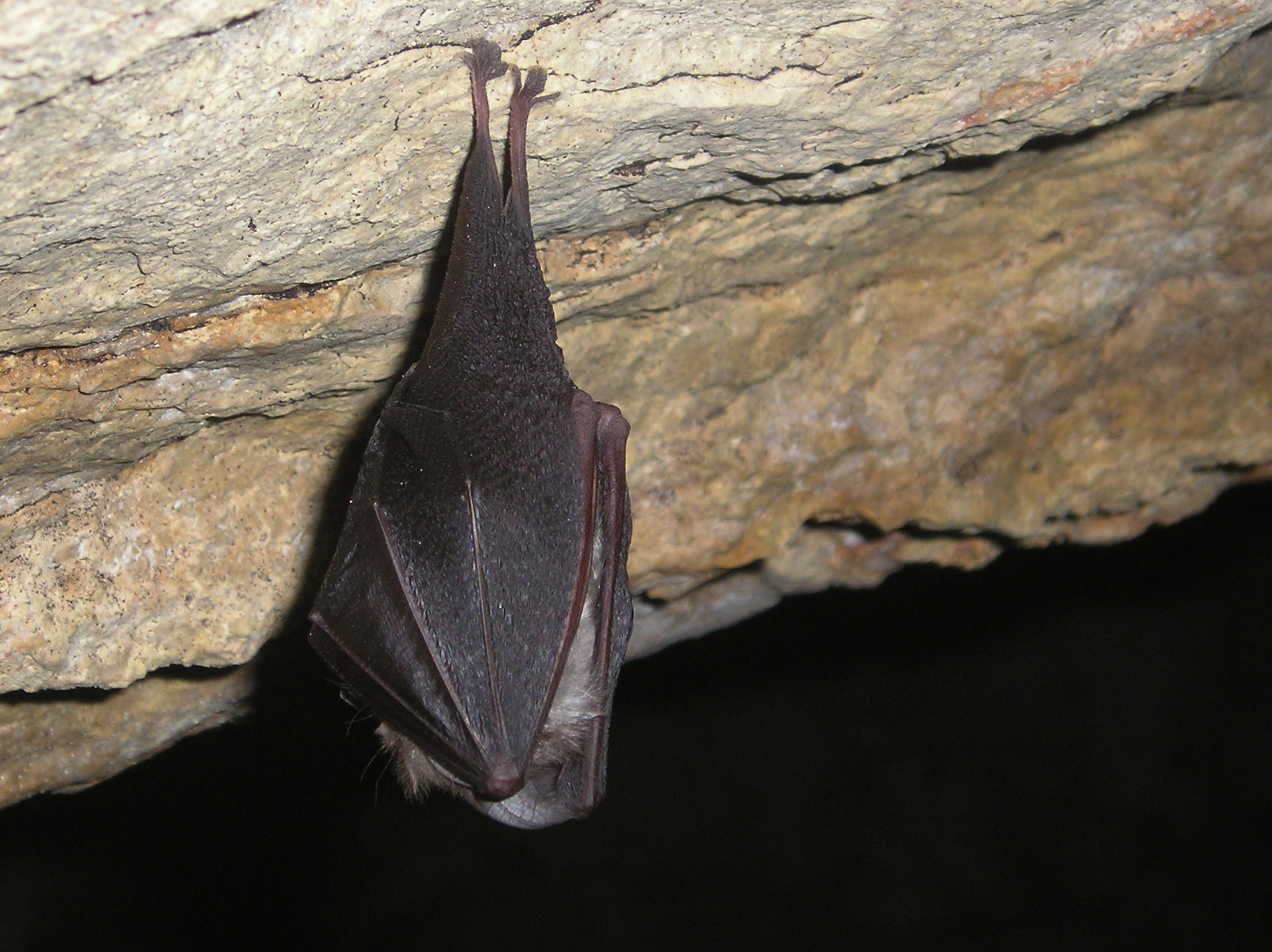
Die Kleine Hufeisennase ist ein häufiger Gast in den Höhlen der Weizklamm und gilt in Österreich als gefährdet.

Tiergeografisch lassen sich auf engstem Raum unterschiedlichste Lebensräume feststellen. Der kühle und feuchte Klammboden und die vom Bachwasser benetzten Felswände bieten insbesondere diversen Schneckenarten, darunter der lediglich zwei Millimeter großen Pyramidenschnecke (Pyramidula rupestris) sowie Vertretern der Schließmundschnecken (Clausiliidae), ideale Lebensbedingungen. In den Felsen darüber nisten vor allem sonnseitig gerne Vogelarten wie der Mauersegler (Apus apus), aber auch Kriechtierarten wie die Mauereidechse (Podarcis muralis) oder bei ausreichend Feuchtigkeit der Feuersalamander (Salamandra salamandra) sind anzutreffen. In den von steilen Geröllrinnen und Felsgraten durchzogenen Mischwaldabschnitten findet die Gämse (Rupicapra rupicapra) ein optimales Bewegungsgelände vor. Einen besonderen Lebensraum stellen die Höhlen dar, die speziell im Winter als temporäre Quartiere für gewisse Tierarten dienen. Die prominentesten regelmäßigen Höhlenbewohner sind die Fledermäuse, von denen in den Höhlen der Weizklamm bereits elf verschiedene Arten nachgewiesen wurden. Darunter befinden sich neben der Kleinen Hufeisennase (Rhinolophus hipposiderus), dem Großen Mausohr (Barbastella barbastellus) und der Mopsfledermaus (Myotis myotis) auch seltene Arten wie Wimper-, Fransen- und Wasserfledermaus (Myotis emarginatus, nattereri und daubentoni). Die Population hängt dabei stark vom Insektenangebot ab, welches wiederum auf bestimmte Lebensräume wie beispielsweise die Trockenrasen im Bereich von Sattelberg und Patschaberg angewiesen ist.
Das Vorkommen dieser Arten im Zusammenhang mit dem einzigartigen Landschaftsbild führte Ende der 1990er Jahre zu Bestrebungen, einen Naturpark zu errichten, dessen Territorium neben der Weizklamm auch die Raabklamm umfassen sollte.
Während die Raabklamm als eigenes Europaschutzgebiet ausgewiesen wurde, gehört ein Teil der Weizklamm seit 2007 immerhin zum Naturpark Almenland. Zudem liegt der gesamte Klammbereich seit 2006 im LSG Almenland, Fischbacher Alpen und Grazer Bergland.

## Erschließungsgeschichte

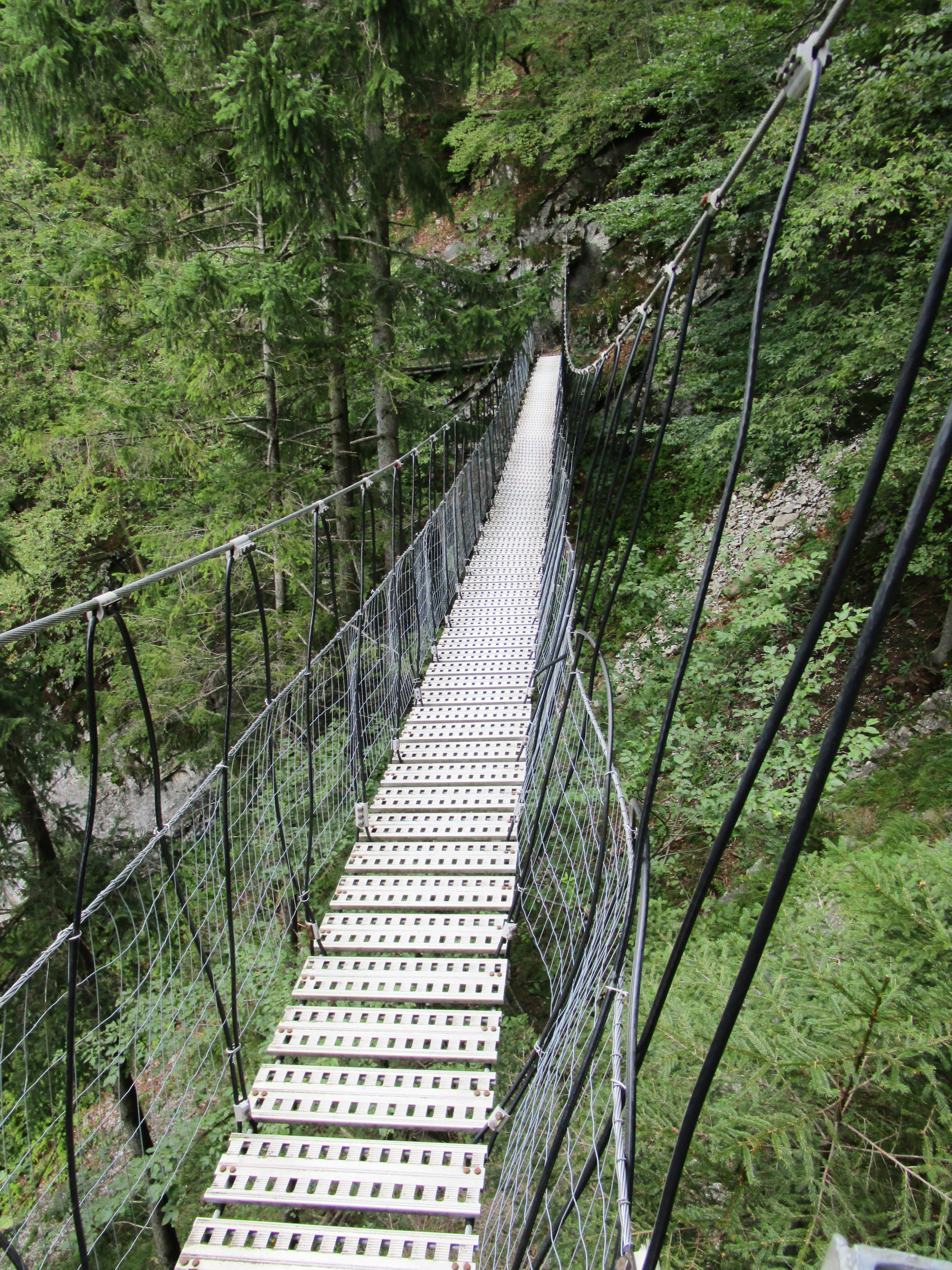
Die Hängebrücke am Jägersteig wurde 1990 errichtet.

### Jägersteig
Der einzige Weg durch die Klamm führte lange Zeit über den heutigen Jägersteig, der beim ehemaligen Gasthof Felsenkeller abzweigt und in rund 100 Metern Höhe parallel zum Bachbett über der Klamm verläuft. Diese Route war Teil des Kathreiner Weges, der als häufig begangene Verbindung zwischen Weiz und den nördlich der Gebirgsschwelle gelegenen Ortschaften diente. Eine Alternative durch das Bachbett, die von Fuhrwerken genutzt wurde, galt bei Wettersturz als gefährlich und forderte auch Todesopfer.
Der Steig wurde 1961 von den Naturfreunden Weiz mit Unterstützung des Fremdenverkehrsreferates der steiermärkischen Landesregierung revitalisiert und wird seitdem vor allem von Kletterern als Zu- und Abstiegsweg genutzt. 1990 wurde der Weg ebenfalls von den Naturfreunden unter der Leitung von Karl Moser um eine Hängebrücke erweitert.
Eine Begehung des Steiges, der teilweise mit Drahtseilen versichert ist, erfordert Trittsicherheit. Bei Nutzung der Hängebrücke empfiehlt sich zudem ein gewisses Maß an Schwindelfreiheit.

### Straße

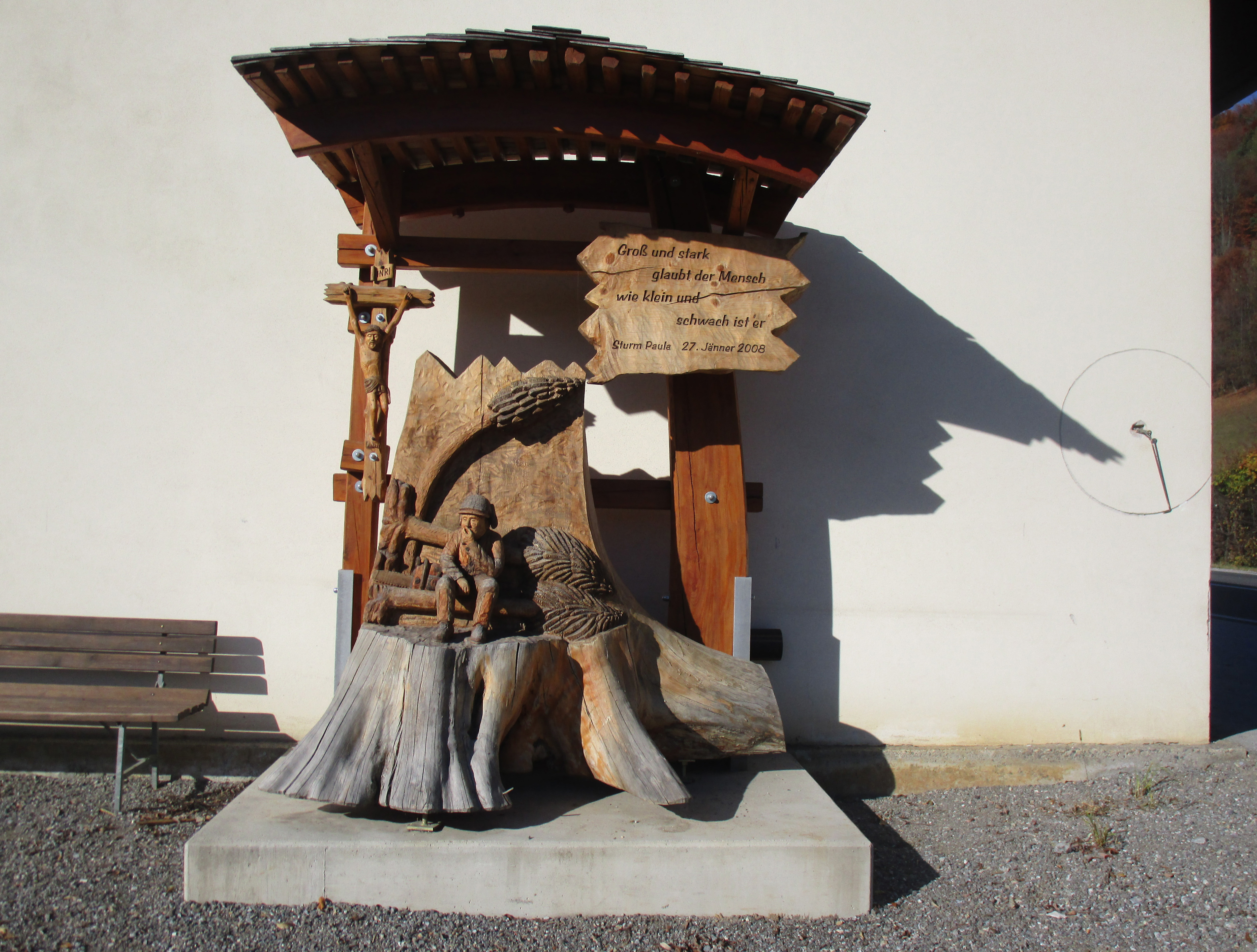
Diese Holzschnitzerei nahe dem Naaser Gemeindeamt erinnert an Sturm Paula und dessen teils verheerende Auswirkungen auf das Gebiet.

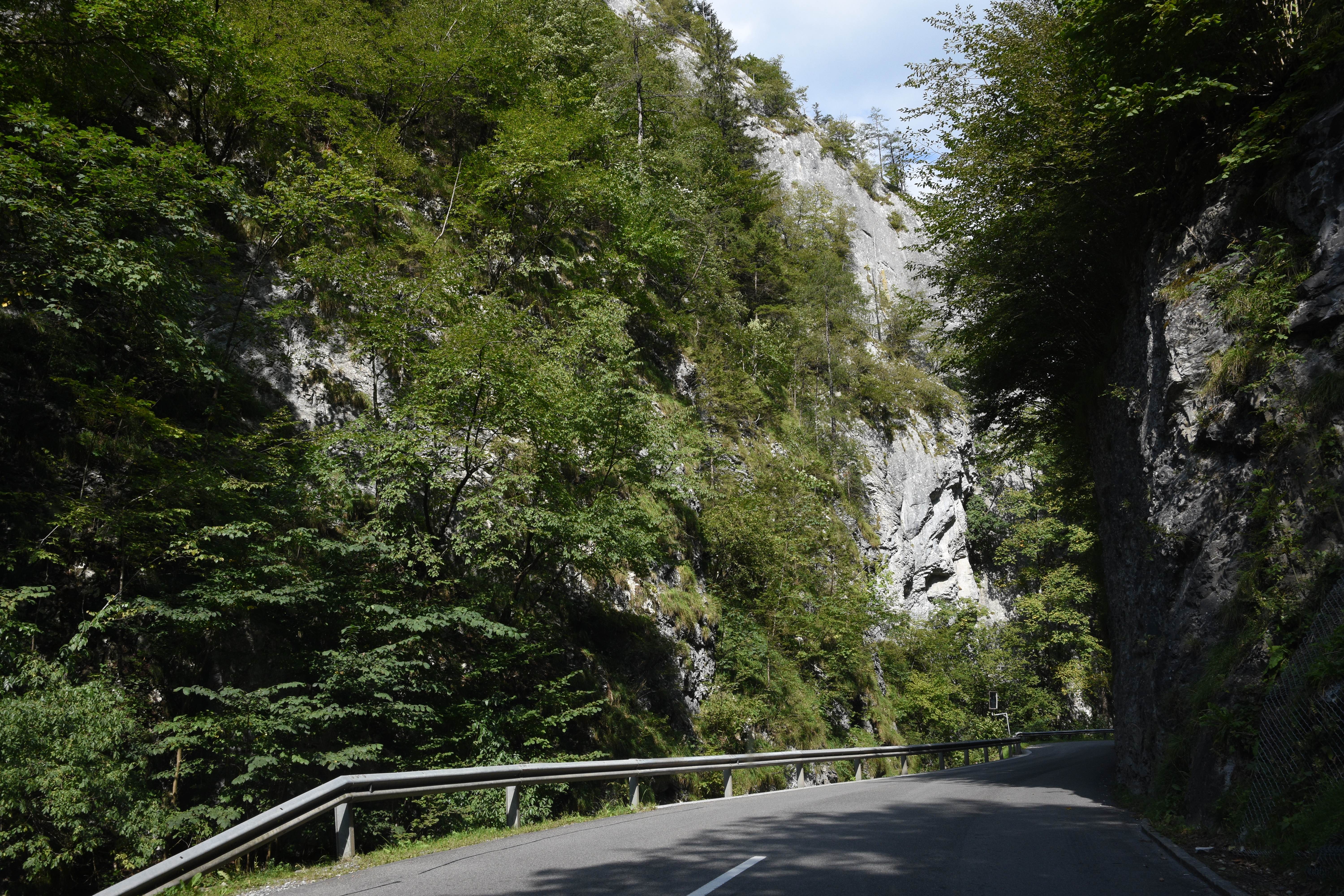
In der Weizklamm

Die Gemeinden Fladnitz an der Teichalm und Passail stellten 1873 einen Antrag auf den Bau einer Straßenverbindung nach Weiz an den Steiermärkischen Landtag. Ein 1876 vom Landesbauamt vorgelegter Entwurf untergliederte die 14 Kilometer lange Straße in vier Teilstücke. Vom Gesamtbudget in der Höhe von 96.000 Gulden entfielen etwa 53.000 auf den Klammabschnitt. Am 14. April 1877 wurde das Bauvorhaben durch die Landesregierung genehmigt. Der Auftrag ging an die Firma Pratschinker & Co. aus Stein bei Laibach, als Bauleiter wurde der Ingenieur Guido Edler von Toncourt engagiert. Die aufwendigen Bauarbeiten starteten im Mai 1878 und dauerten bis September 1879. Nachdem die Straße feierlich eröffnet worden war, etablierten sich mehrere Kutschergasthöfe entlang der Strecke, darunter der Felsenkeller am Eingang der Weizklamm. Neben den Ortschaften im Passailer Becken profitierte die gesamte Region wirtschaftlich von der neuen Verkehrsachse.
Aufgrund der Schluchtlage ist die Straße besonders anfällig für Steinschläge und muss regelmäßig gewartet werden. In die Schlagzeilen geriet die wichtige Pendlerverbindung im Jänner 2008, als das Sturmtief Paula über die Steiermark fegte. Dabei stürzten zahlreiche Bäume auf die Straße und sorgten für teilweise erhebliche Schäden. Zwischen 27. Jänner und 19. April blieb die B 64 im Bereich der Weizklamm gesperrt, was im Raum Passail 15.000 Menschen zu spüren bekamen. In diesem Zeitraum wurden unter anderem Leitplanken saniert, Neuasphaltierungen vorgenommen und zusätzlich zu den bereits vorhandenen Steinschlagsicherungen eine großzügige Netzverbauung errichtet. Die Einsatz- und Materialkosten beliefen sich laut Verkehrslandesrätin Kristina Edlinger-Ploder auf rund 1,2 Millionen Euro.
Wegen des Gefahrenpotenzials wurde lange Zeit der Bau eines Straßentunnels ins Auge gefasst. Speziell die durch das Tief Paula verursachten Verkehrsstörungen regten die Diskussion erneut an. Unter anderem wurden in der Bevölkerung gut 6000 Unterschriften für den Tunnelbau gesammelt. Die zwei Kilometer lange Röhre sollte in rund zweieinhalb Jahren Bauzeit fertiggestellt werden. Während bautechnisch keine Probleme zu befürchten waren, sorgten die ausstehende Umweltverträglichkeitsprüfung und damit einhergehende Verzögerungen für Unmut in Politik und Bevölkerung. Zudem drohte die Finanzierung von geschätzten 45 Millionen Euro das Verkehrsbudget des Landes zu sprengen. Das Projekt wurde mittlerweile verworfen, nachdem die Weizklamm 2009 zum Wasserschongebiet erklärt wurde (siehe Wasserversorgung von Weiz).
Bei Murenabgängen im Zuge von Unwettern verfingen sich hunderte Tonnen Gestein in den Schutznetzen. Bis 5. Juli 2020 wurden diese händisch freigeräumt, 3 Tage danach repariert, sodass die gesperrte Straße vorerst einspurig geöffnet werden konnte.

### Klettern
Die Kalkfelsen am Ostufer der Weizklamm gehören neben jenen im nördlichen Grazer Bergland zu den beliebtesten Klettergebieten im näheren Umkreis der steirischen Landeshauptstadt. Vor allem der Rablgrat im Bereich der gleichnamigen Höhle weist einige Routen verschiedener Schwierigkeitsgrade auf und ist populär. Am einfachsten ist eine Überschreitung entlang des Gratweges (III). Diverse Zustiege zu dieser Route, die dem Felsen einen gewissen Klettergartencharakter verleihen, erreichen Schwierigkeiten bis 6+.
Eine weitere Option bietet die so genannte Herdplatte mit Schwierigkeiten von 4 (z. B. Tarzanpfeiler) bis 7+. Der Aufstieg muss dort allerdings direkt aus der Klamm (keine Parkmöglichkeit) erfolgen.

## Wasserversorgung von Weiz
Links und rechts der Weizklamm liegen die Gebiete, aus denen die Stadt Weiz ihr Trinkwasser bezieht. Die Karstareale am Sattelberg und am Patschaberg stehen in hydrologischer Verbindung mit mehreren wichtigen Karstquellen am südlichen Gebirgsrand. Zu nennen sind die bereits 1925 gefasste Baumühlquelle (durchschnittliche Schüttung von 160 l/s) und die beidseits des Weizbaches austretenden Paarquellen (30 l/s) in der Gemeinde Naas.
Aufgrund der großen Bedeutung für die Wasserversorgung wurden große Teile des Weizer Berglandes, darunter auch die Weizklamm, vom Land Steiermark als Wasserschongebiet ausgewiesen. Die Gesamtfläche des Schongebietes beträgt 7690 ha. Konflikte um das hoch vulnerable Karstwasser bestehen jedoch weiterhin. So bestand 2011 ein geplantes Trichtersteinbruch-Projekt am Sattelberg die Umweltverträglichkeitsprüfung nicht, nachdem Markierungsversuche eine Verbindung zu den genannten Karstquellen endgültig verifiziert hatten.